# Сторожеве (Калінінградська область)
Сторожеве (рос. Сторожевое) — селище Зеленоградського району, Калінінградської області Росії. Входить до складу Красноторовського сільського поселення.
Населення — 36 осіб (2015 рік).

## Населення
| 2002 | 2010 |
| ---- | ---- |
| 23   | ↗36  |